# Hofbuchdruckerei Greiner & Pfeiffer

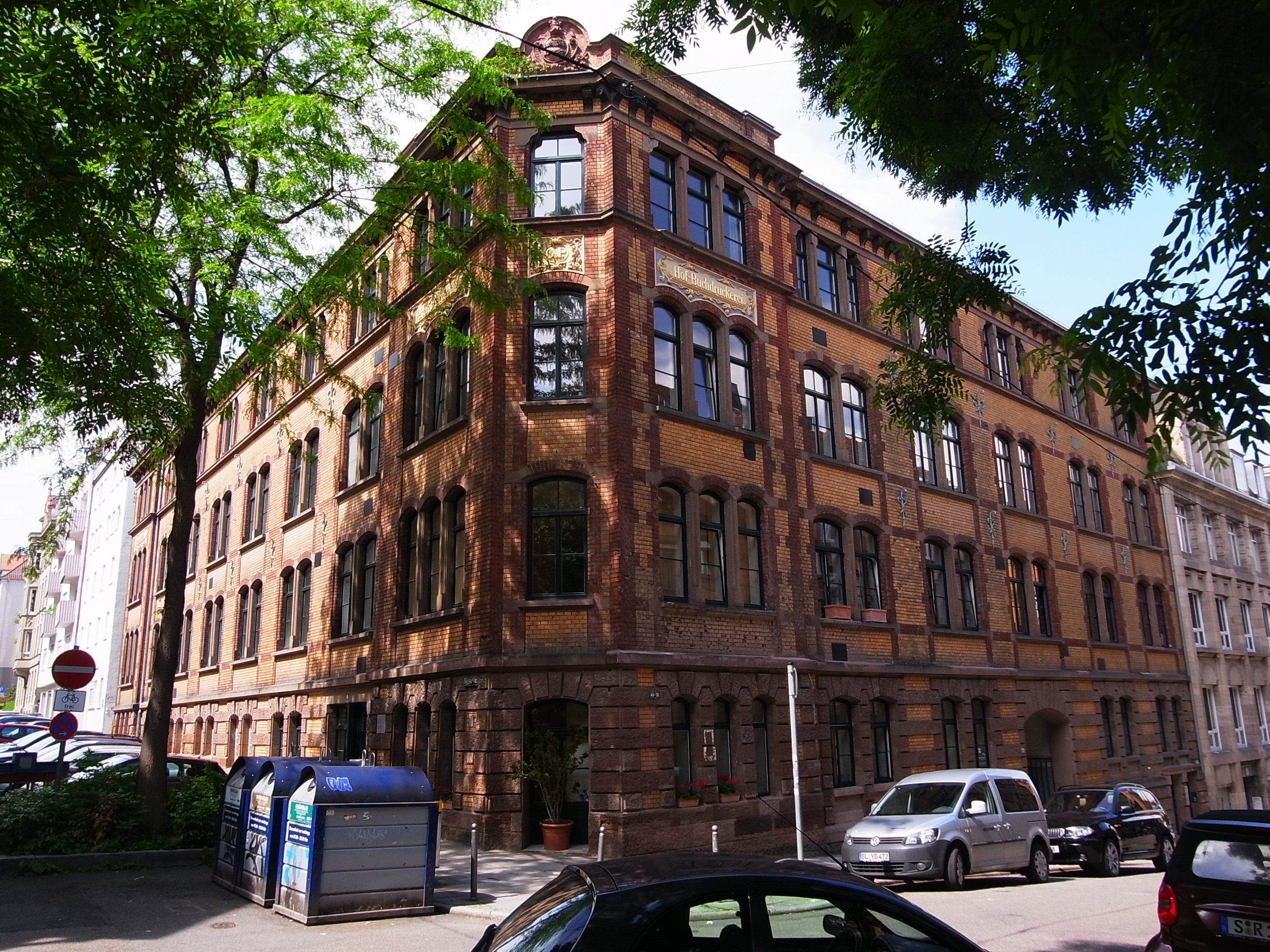
Die bis heute bestehende Immobilie der alten Verlagsdruckerei

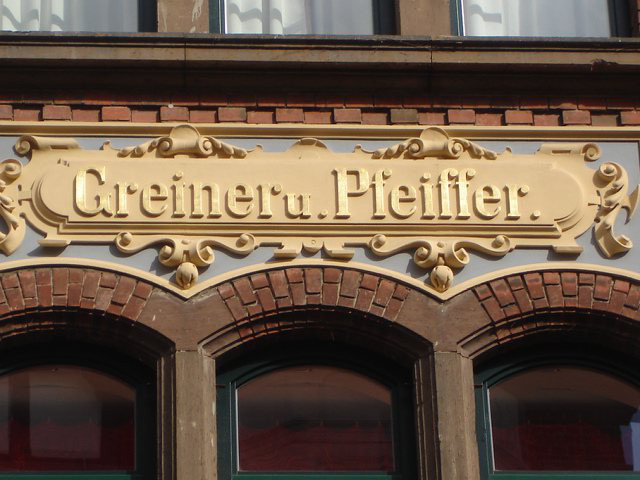
Schriftzug am Gebäude des ehemaligen Unternehmens

Die Hofbuchdruckerei Greiner und Pfeiffer (auch: Greiner & Pfeiffer, Hofdruckerei und Verlagsbuchhandlung) war eine Buchdruckerei in der baden-württembergischen Landeshauptstadt Stuttgart. Das Unternehmen war spezialisiert auf Kunstdrucke und Zeitungs-Beileger, Akzidenzien (Kataloge), Exlibris und Kalender.

## Firmengeschichte
Die Druckerei wurde in den Jahren zwischen 1841 und 1843 von Ernst Greiner im „Immenhofer Weg“ (heute: „Heusteigstraße“) gegründet. Der gelernte Buchdrucker eröffnete zunächst eine Buchdruckerei. 1845 gliederte er eine Verlagsbuchhandlung an. Das Kleinunternehmen beschäftigte in den ersten Jahren vier Gehilfen. In den späten 1850er Jahren waren es bereits zwanzig.
Ab den 1860er Jahren wurde das Unternehmen mehrfach umgetauft. So nannte es sich zunächst königliche Hofbuchdruckerei, später Greiner'sche Hofbuchdruckerei. Nachdem sein langjähriger Mitarbeiter und Schwiegersohn Carl August Pfeiffer als Partner und technischer Leiter in das Unternehmen eingestiegen war, firmierte es ab 1885 als Hofbuchdruckerei Greiner und Pfeiffer. 1894 bezog das Unternehmen den ersten großen Fabrikneubau, der von der Architektensozietät Bihl & Woltz auf Höhe des Zusammenlaufs der Mozart- und Christophstraße in Stuttgart konzipiert und errichtet worden war. Das Dehio-Handbuch zählt das Gebäude der Architektensozietät zu den herausragenden (zu erhaltenden) Bauten in Stuttgart.

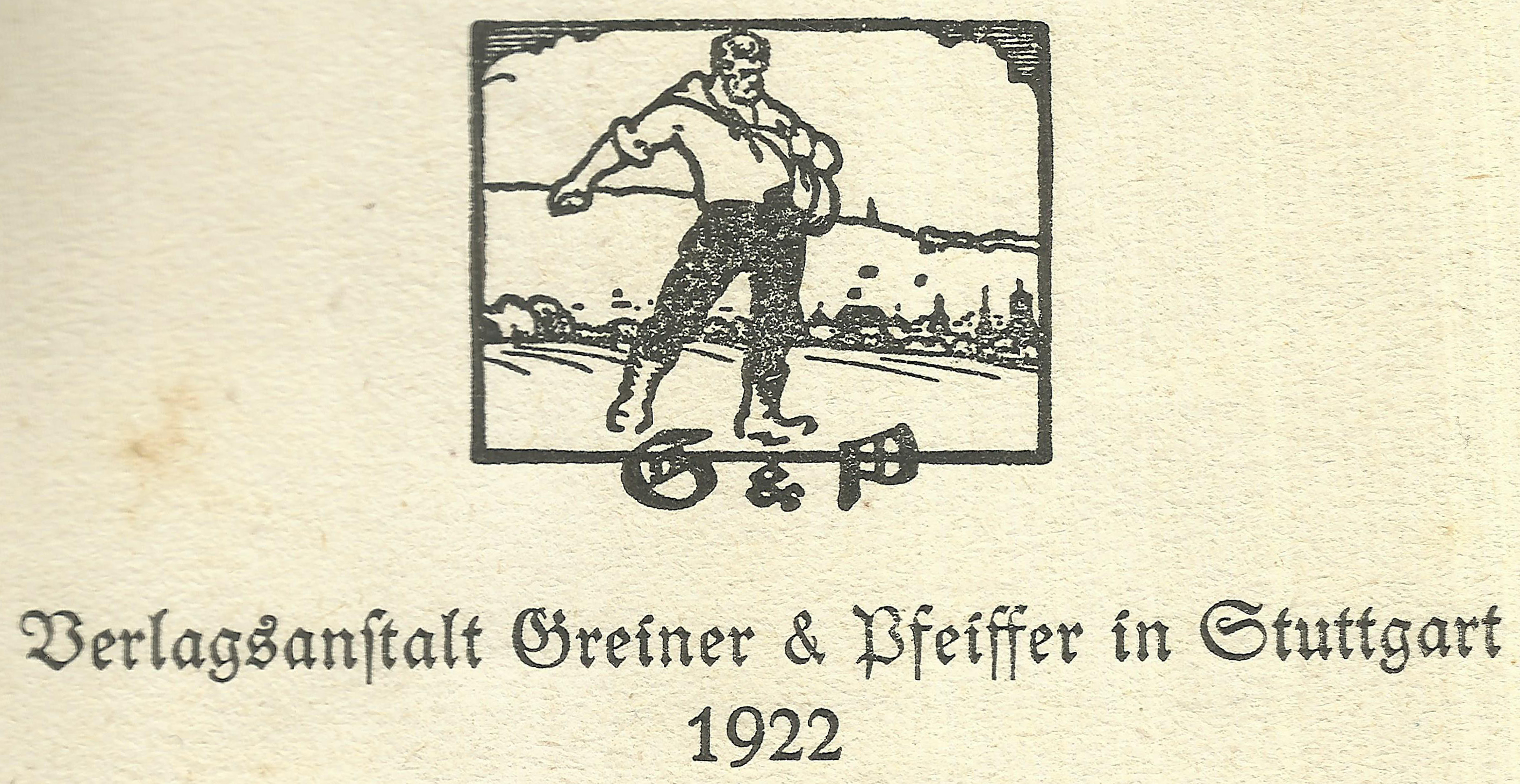
Logo der Verlagsanstalt Greiner & Pfeiffer aus dem Jahre 1922

Edition Hofbuchdruckerei Greiner & Pfeiffer: Karl von Gerok: Auf einsamen Gängen, um 1900

Vornehmlich wurden illustrierte Beilagen für eine Vielzahl deutscher Zeitungen produziert. Neben vielfarbigem Kunstdruck stellte das Unternehmen außerdem Galvanoplastiken und Ätzungen her. 1900 wurde die Druckerei in eine KG umgewandelt. Um 1910 wurden 38 Schnellpressen und eine Rotationsmaschine betrieben. Die Firma zählte 350 Arbeiter. Die eingesetzten Dampfmaschinen stammten aus der Produktion der Berger Firma G. Kuhn.
Prominenter Autor von Greiner & Pfeiffer war Karl von Gerok. Dessen „Palmblätter“, „Blumen und Sterne“, „Auf einsamen Gängen“, „Pfingstrosen“, „Jugenderinnerungen“, „Unter dem Abendstern“ und eine Reihe von Predigtbüchern erschienen bei diesem Verlag. Ein weiterer Autor war Paul Steinmüller, dessen Werke „Die Rhapsodien von der Freude“, „Die Rhapsodien des Lebens“, „Die Rhapsodien vom verlorenen Königreich“, „Der Heiland“, „Trosteinsamkeit“, „Von Zeit und Ewigkeit“, „Die Lieder des Kommenden“, „Der Novellenkranz einer Liebe“, „Die sieben Legenden von der Einkehr“, „Das Zehn-Jungfrauenspiel“ und „Als Leid ging und Freude kam“ in zum Teil sehr hohen Auflagen (250.000 für „Die Rhapsodien von der Freude“) veröffentlicht wurden. 1922 hieß das Unternehmen Verlagsanstalt Greiner & Pfeiffer.
1916 erwarb die Württembergische Gaszählerfabrik J. Braun das Betriebsgelände, welches 1932 in Konkurs ging. Nahezu unverändert stehen die Gebäude noch heute.